# Campan
Campan ist eine französische Gemeinde im Arrondissement Bagnères-de-Bigorre im Département Hautes-Pyrénées in der Region Okzitanien (vor 2016: Midi-Pyrénées) in den Zentralpyrenäen. Kulturell zählt sie zur Region Bigorre. Sie hat 1264 Einwohner (Stand 1. Januar 2022) und gehört zum Arrondissement Bagnères-de-Bigorre sowie zum Kanton La Haute-Bigorre.

## Geografie

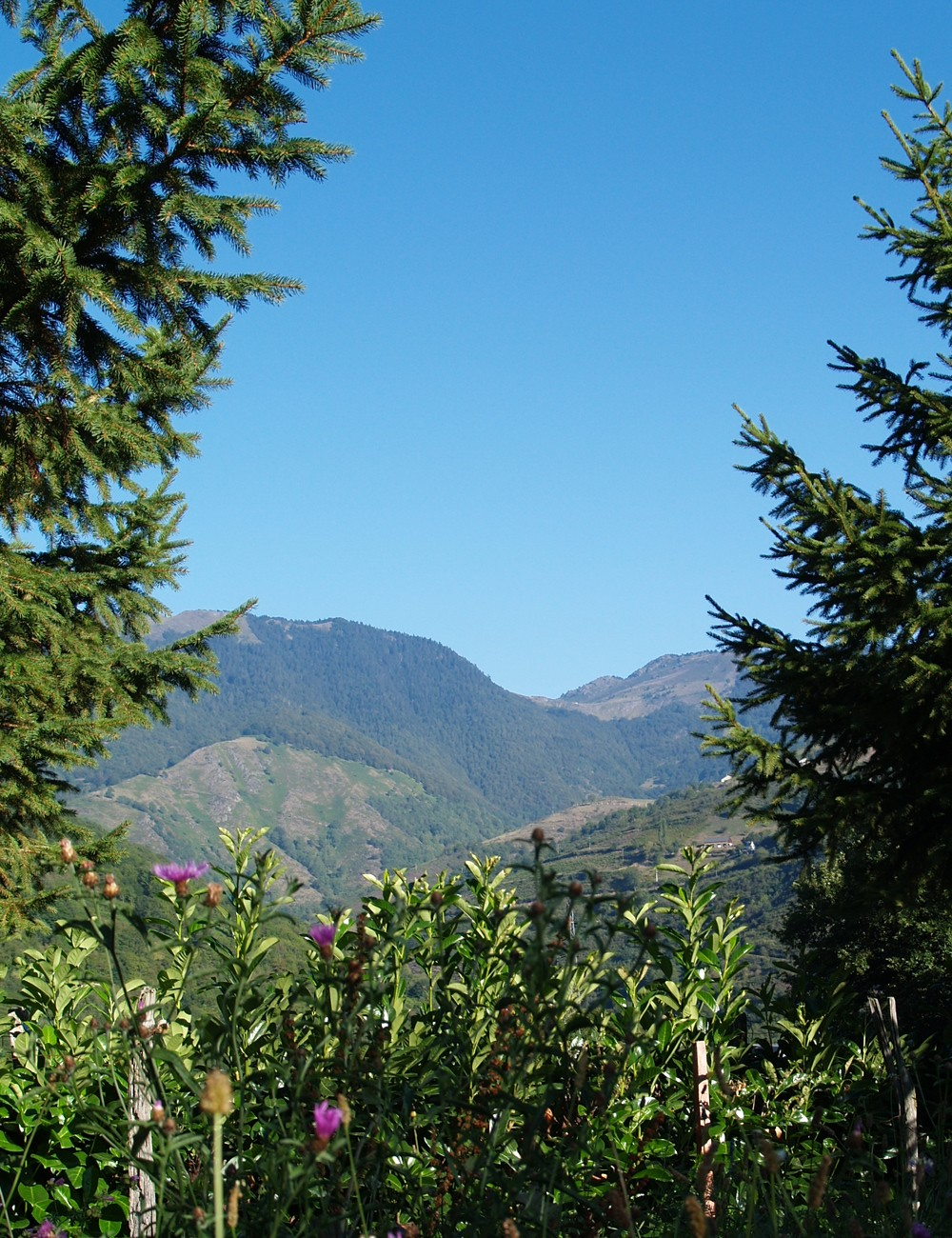
Der Aspin von Osten von Pailhac aus gesehen

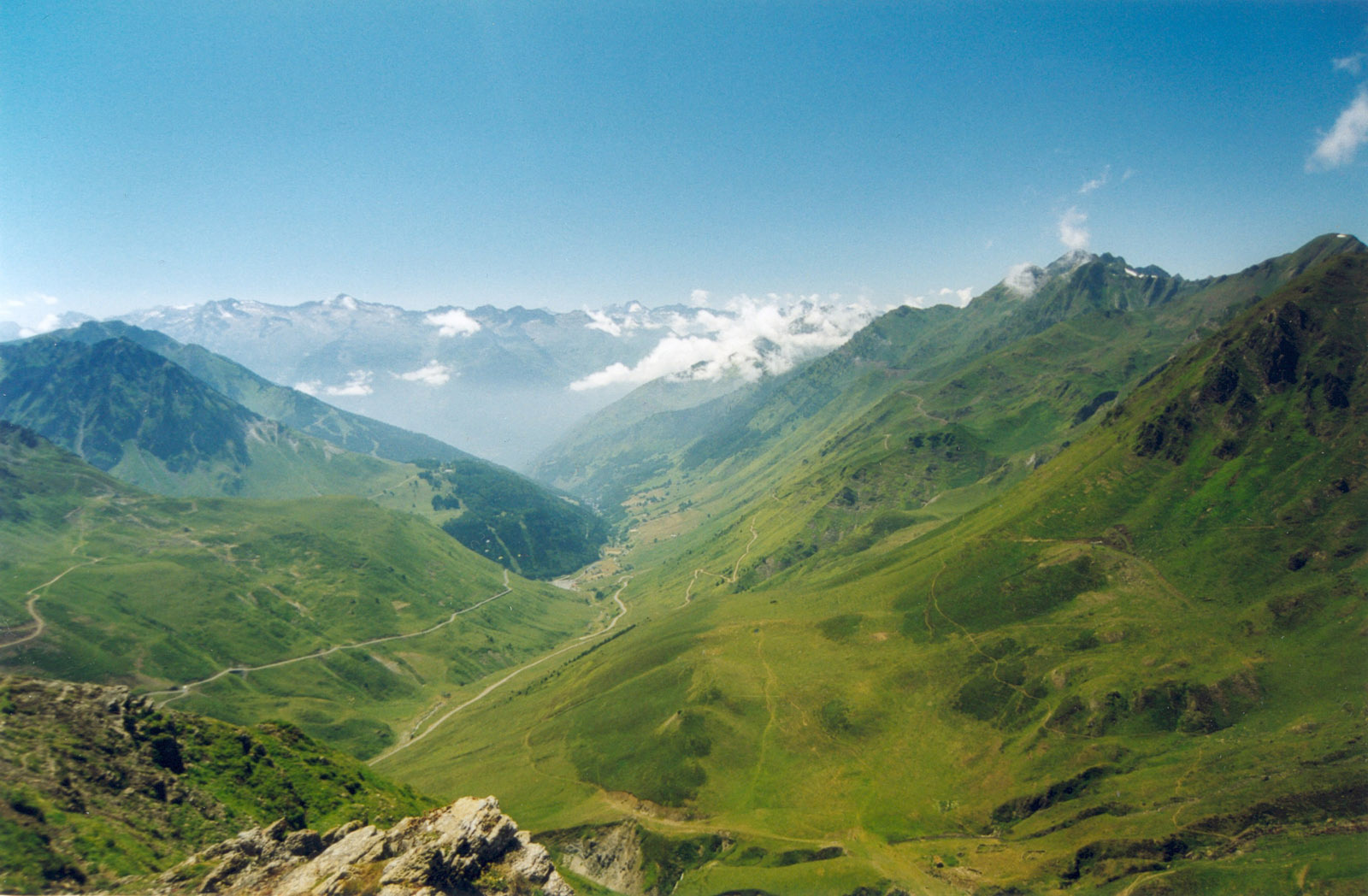
Hinten der Tourmalet

Die Gemeinde Campan setzt sich aus verschiedenen Dörfern an der Nordwestflanke des Col d’Aspin zusammen. Der Ort liegt am Fluss Adour. In der Nähe liegen der Wintersportort von La Mongie, Tarbes, und Lourdes.

## Ortsteile
Vom Tal bergwärts folgen auf unterschiedlicher Höhe die Dörfer:
- Le Bourg (Gemeindeverwaltung, Höhe 650 m)
- St. Roch
- Galade
- Rimoula
- Ste Marie de Campan (850 m, Abzweig zum Tourmalet und Pic du Midi de Bigorre, 2877 m; s. u.)
- Les Artigaux
- La Séoube (960 m)
- Payolle (1130 m; namengebend für das Vallée de Payolle; außerhalb des Gemeindegebiets noch mit Espiadet, Pradille, Castelnau, le Sarrat de Bon, la Laurence, La Séoube, le Taillat, Estupas)

und
- Pas de la Barane
- Cabadur
- Gripp (1022 m)
- Artigues (1200 m) am Fuße des Col du Tourmalet (weiter nach La Mongie)

Campan hat kommunalrechtlich noch eine Besonderheit. Sein Gebiet ist in zwei Wahlkreise mit eigenen Bürgermeistern etc. aufgeteilt: Le bourg und Sainte-Marie / La Séoube.

### Ste Marie de Campan
In diesem Ortsteil erinnert eine Plakette an die Tour von 1913. Eugène Christophe, genannt le Vieux Gaulois (alter Gallier), schmiedete hier ohne fremde Hilfe vor den Augen der Touroffiziellen die bei einem Unfall mit einem Pkw gebrochene Radgabel an seinem Rennrad und konnte die Fahrt mit vier Stunden Zeitverlust so fortsetzen – allerdings ohne Aussicht auf einen Sieg. Er wurde dieses Mal insgesamt Siebter.

## Wirtschaft
Traditionell ist das Einkommen der Bewohner durch Wald- und Weidewirtschaft (Milch/Käse und Wolle) geprägt. Hinzu kam im 20. Jahrhundert der Tourismus.

## Sport
Das gesamte Tiefschneegebiet ist für Skifahrer erschlossen.
Die Gemeinde spielt fast jährlich im Juli eine Rolle für die internationale Gemeinde der Radrennfahrer bei der Tour de France, weil sie an der Zufahrt zu zwei wichtigen Pässen der Pyrenäen liegt: dem Col d’Aspin mit 1489 m und dem Tourmalet mit 2115 m. Sie zählen meistens für die Bergwertung und der gesamte Rennverlauf entschied sich an ihnen bereits mehrfach.